# Herman Fransen
Herman Fransen est un gendarme puis un policier belge, dernier commandant en chef de la Gendarmerie nationale belge avec le grade de Lieutenant général (jusqu’à la disparition de l'institution le 31 décembre 2000), puis premier dirigeant de la Police intégrée lors de sa création le 1er janvier 2001 au grade de commissaire divisionnaire, occupant la fonction de Commissaire Général.

## Biographie
Herman Fransen est né en 1947. Il commence sa formation à l'École royale militaire en 1961 puis, en 1966, il rejoint la gendarmerie de Wilrijk, dans la province d'Anvers. Il étudiera ensuite le droit à l'université catholique de Louvain.
En septembre 1990, il devient chef d'état-major de la gendarmerie belge. En 1992, il devient chef adjoint de l'état-major général puis, en 1996, chef d'état-major général et finalement, en mai 1998, Lieutenant général et commandant de la gendarmerie, succédant au Lieutenant général Willy Deridder
Il restera à ce poste jusqu'à la fin de l’institution le 31 décembre 2000), dissoute à la suite de la réforme des polices de Belgique, elle-même conséquente aux dysfonctionnements liés à l'affaire Dutroux.
Le 1er janvier 2001, il est devient le premier Commissaire Général de la Police intégrée, poste qu'il a occupé jusqu'à ce que Fernand Koekelberg lui succède en 2007.